# Пшеросль (гміна)
Гміна Пшеросль (пол. Gmina Przerośl) — сільська гміна у східній Польщі. Належить до Сувальського повіту Підляського воєводства.
Станом на 31 грудня 2011 у гміні проживало 3056 осіб.

## Територія
Згідно з даними за 2007 рік площа гміни становила 123.84 км², у тому числі:
- орні землі: 73.00%
- ліси: 14.00%

Таким чином, площа гміни становить 9.47% площі повіту.

## Населення
Станом на 31 грудня 2011:
| Опис     | Загалом | Загалом | Чоловіки | Чоловіки | Жінки | Жінки |
| -------- | ------- | ------- | -------- | -------- | ----- | ----- |
| одиниця  | осіб    | %       | осіб     | %        | осіб  | %     |
| все      | 3056    | 100     | 1566     | 51.24    | 1490  | 48.76 |
| міське   | 0       | 100     | 0        |          | 0     |       |
| сільське | 3056    | 100     | 1566     | 51.24    | 1490  | 48.76 |

## Сусідні гміни
Гміна Пшеросль межує з такими гмінами: Віжайни, Дубенінкі, Єленево, Сувалки, Філіпув.